# Christian Benger
Christian Benger (* 6. August 1962 in Bregenz, Vorarlberg) ist ein österreichischer Politiker der Österreichischen Volkspartei (ÖVP), Forstdirektor und Unternehmer. Er war von 8. Mai 2014 bis 12. April 2018 Mitglied der Kärntner Landesregierung unter Landeshauptmann Peter Kaiser. Am 4. April 2018 gab er seinen Rücktritt als ÖVP-Landesparteiobmann und Landesrat bekannt, sein Landtagsmandat hatte er bis April 2023 inne.

## Ausbildung
Benger besuchte von 1973 bis 1977 das Jesuitengymnasium Stella Matutina in Feldkirch und wegen Schließung der Schule von 1977 bis 1981 das 
Bundesgymnasium Blumenstraße in Bregenz, wo er 1981 erfolgreich seine Matura ablegte.
Zwischen 1981 und 1989 absolvierte er ein Studium der Forstwirtschaft an der Universität für Bodenkultur in Wien. Seine Diplomarbeit zum Thema Computergestützte Forsteinrichtung legte er am Institut für Betriebswirtschaftslehre der Universität Wien ab, womit er sein Studium mit dem Titel Diplom-Ingenieur abschloss.
Im Jahr 2000 erlangte er durch Ablegung der Staatsprüfung für den höheren Forstdienst den Berufstitel Forstmeister.
Während seines Studiums war Benger von 1985 bis 1988 EDV-Delegierter der Österreichischen Hochschülerschaft und der Universitätsorganisation und von 1988 bis 1989 Referent für Datenbankentwicklung der Apple Business School in Wien aktiv.

## Beruflicher Werdegang
Seinen beruflichen Einstieg hatte Benger 1990 als Account Director bei der Werbeagentur Saatchi & Saatchi Advertising in Wien, wo er 1993 zum New Business Director aufstieg. 1995 wechselte er in die Unternehmenskommunikation der OMV-AG in Wien.
1998 wurde er Assistent des Forstdirektors vom Stift Heiligenkreuz der Forstverwaltung Wasserberg in Gaal. Ein Jahr darauf wechselte er in gleicher Funktion zur Stiftung Fürst Liechtenstein, Forst Kalwang, nach Kalwang.
Seit 2000 ist Benger alleinverantwortlicher Wirtschaftsführer und Eigentümer des Forstguts Wallersberg in Griffen. 2004 gründete er das Technische Büro für Forst- und Holzwirtschaft in Griffen, das gegenwärtig allerdings ruhend gestellt ist.

## Öffentliche und politische Laufbahn
Im Jahr 2000 wurde Benger Vorstand und später Aufsichtsrat der Raiffeisenbank Völkermarkt.
Zwischen 2002 und 2007 war er Pfarrgemeinderat und Mitglied des Pfarrfinanzausschusses in der Pfarre Griffen.
Seit 2002 ist Benger Kammerrat und Forstausschussobmann der Landwirtschaftskammer Kärnten und stellvertretender Obmann im Verband der Land- und Forstbetriebe in Kärnten. Seit 2005 ist er Funktionär der Wirtschaftskammer Kärnten in der Fachgruppe Ingenieurbüros, Mitglied des Landesjagdbeirates Kärnten und Mitglied im Exekutivausschuss der österreichischen Forst-Holz-Papier Kooperation. Von 2002 bis 2004 war er Projektleiter Holzlogistik der Forst-Papier-Platte.
Obwohl Benger zuvor keine politische Funktion innehatte und als Quereinsteiger galt, wurde Benger in der Vorstandssitzung der Volkspartei Kärnten völlig überraschend am 7. März 2014 als neuer Obmann der Öffentlichkeit präsentiert. Er trat damit die Nachfolge von Gabriel Obernosterer an. Dem Wechsel war ein parteiinterner Machtkampf vorangegangen, der vom Präsidenten der Kärntner Wirtschaftskammer Franz Pacher initiiert wurde. Wie Obernosterer betonte, habe er mit Wissen von Landesrat Wolfgang Waldner bereits vor einigen Wochen mit Christian Benger Kontakt aufgenommen und ihn gefragt, ob er interessiert sei. Damit wurden die zuvor getrennten Funktionen des Parteiobmans und des Landesrats wieder zusammengeführt. Gleichzeitig wurde damit auch Wolfgang Waldner, der ins Bundesministerium für europäische und internationale Angelegenheiten wechselte, als Landesrat entmachtet, worauf dieser am 6. Mai 2014 seinen Rücktritt bekanntgab.
Am 8. Mai 2014 wurde Benger als Landesrat in der Kärntner Landesregierung angelobt. Dort war er für die Referate Wirtschaft, Land- und Forstwirtschaft, Tourismus, die Unterabteilungen Kunst & Kultur und Volkskultur & Brauchtum sowie Gemeinden (gemeinsam mit Landeshauptmannstellvertreterin Gabriele Schaunig-Kandut) zuständig.
Beim Landesparteitag der Kärntner Volkspartei am 28. Juni 2014 in Feldkirchen wurde Benger von 513 der 530 der Delegierten (96,8 Prozent) in seiner Funktion bestätigt. Zu seinen neuen Stellvertretern wurden dabei die Abgeordnete zum Europäischen Parlament Elisabeth Köstinger, der Abgeordnete zum Bundesrat Christian Poglitsch, der Arbeitnehmervertreter Christian Waldmann und die Lehrerin Maria Schallehn gewählt.
Zum Entwurf einer neuen Kärntner Landesverfassung hat Benger selbst 2015 den Passus Die Fürsorge des Landes und der Gemeinden gilt den deutsch- und slowenischsprachigen Landsleuten gleichermaßen vorgeschlagen. Im Februar 2017 hat er die Zustimmung dazu verweigert, mit der Begründung, dass die Nennung slowenisch aber von der Bevölkerung nicht verstanden wird.
Nach dem Rücktritt von Christian Benger am 4. April 2018 wurde Martin Gruber vom Landesparteivorstand zum ÖVP-Landesparteiobmann gewählt.

## Privates
Christian Benger ist seit 1991 mit Christiane, geborene Thun-Hohenstein, verheiratet. Diese ist auch Geschäftsführerin des Forstguts Wallersberg. Die beiden haben gemeinsam drei Söhne (geboren 1993, 1994 und 1997).